# Törek
A törek a cséplés vagy nyomtatás alkalmával összezúzott szalma, különösen pedig a gabonaszalmának összetört és rendszerint polyvával kevert része, amelyet takarmányként szoktak felhasználni, mert tápértéke valamivel nagyobb, mint a tiszta szalmáé.